# Moste
Moste (Duits: Steinbrücken) is een plaats in Slovenië en maakt deel uit van de gemeente Žirovnica in de NUTS-3-regio Gorenjska.